# راکینگهام
راکینگهام یک شهر و مرکز عمده در ایالت استرالیای غربی است که در جنوب غرب شهر پرت قرار گرفته است. این شهر ساحلی در خلیج مانگلس دارد. این یک beachside محل در دستگاه پرس خلیج جنوبی اندام از کککبورن صدا. به شمال امتداد دریایی و منابع صنعت تأسیسات از Kwinana و هندرسون. دریایی به شمال غرب استرالیا بزرگترین ناوگان دریایی و زیردریایی پایه باغ جزیرهمتصل به سرزمین اصلی توسط همه آب و هوا جاده. به غرب و جنوب نهفته است Shoalwater جزایر پارک دریایی.

## تاریخچه
نام این شهر از یک کشتی بادبانی به نام راکینگهام گرفته شده است.
بومیان قبیله نونگار هزاران سال در این منطقه ساکن بوده‌اند.: pp. 8–10 

## حمل و نقل
راکینگهام دارای ایستگاه قطار است.
بزرگراه ملی ۱ استرالیا، راکینگهام را به پرت و ماندورا وصل می‌کند.

## نگارخانه

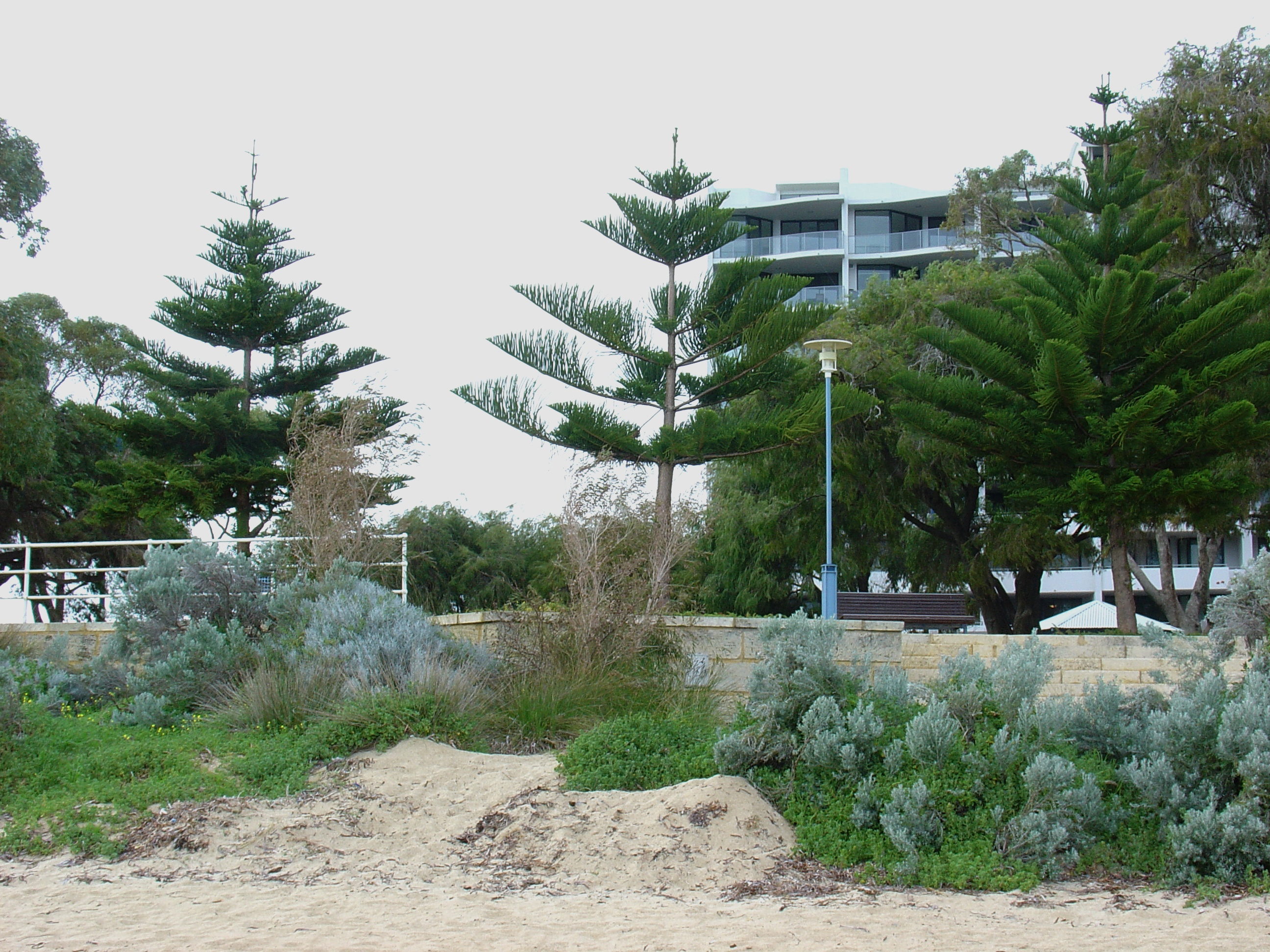
ساحلی محوطه سازی
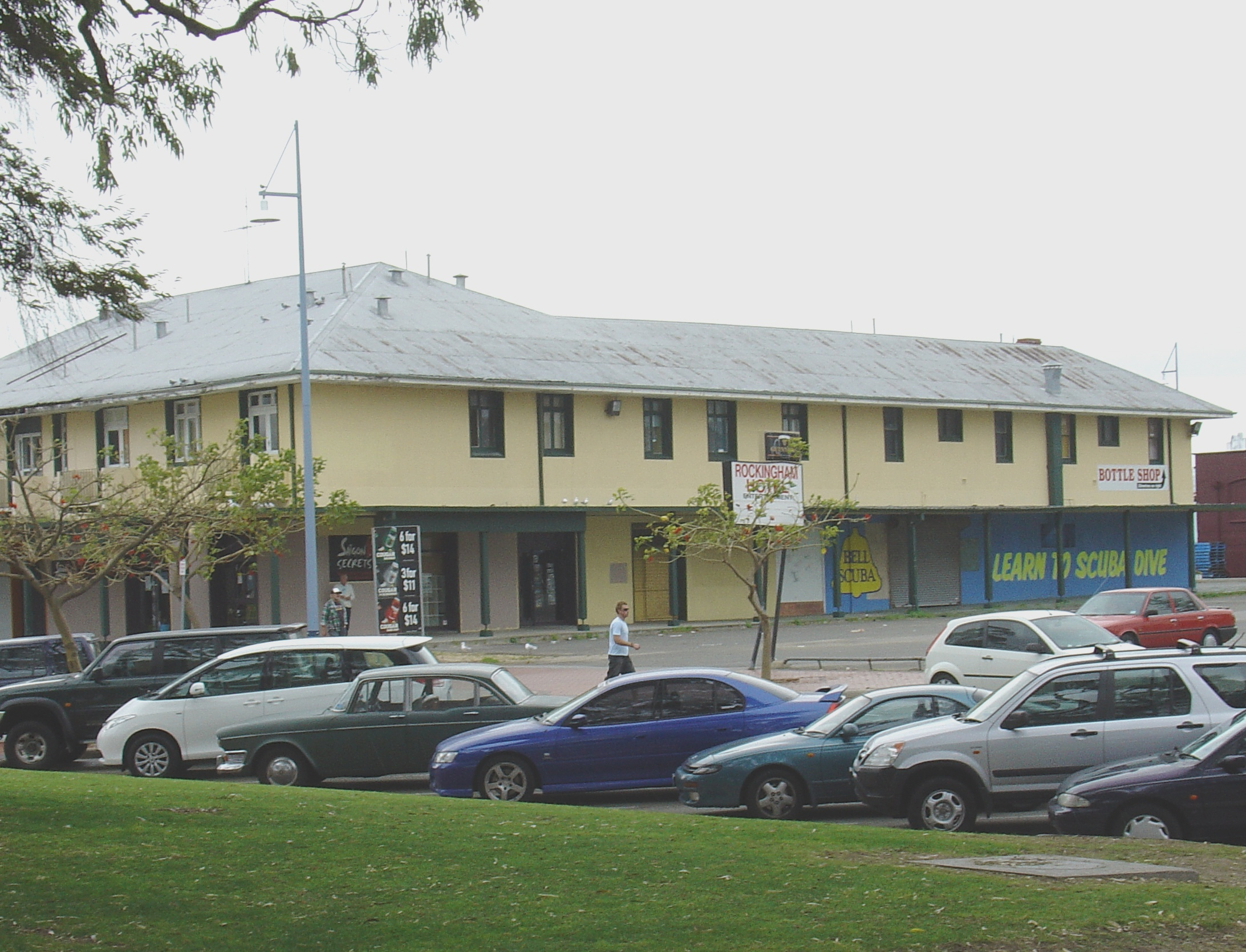
پیر، Rockingham, هتل
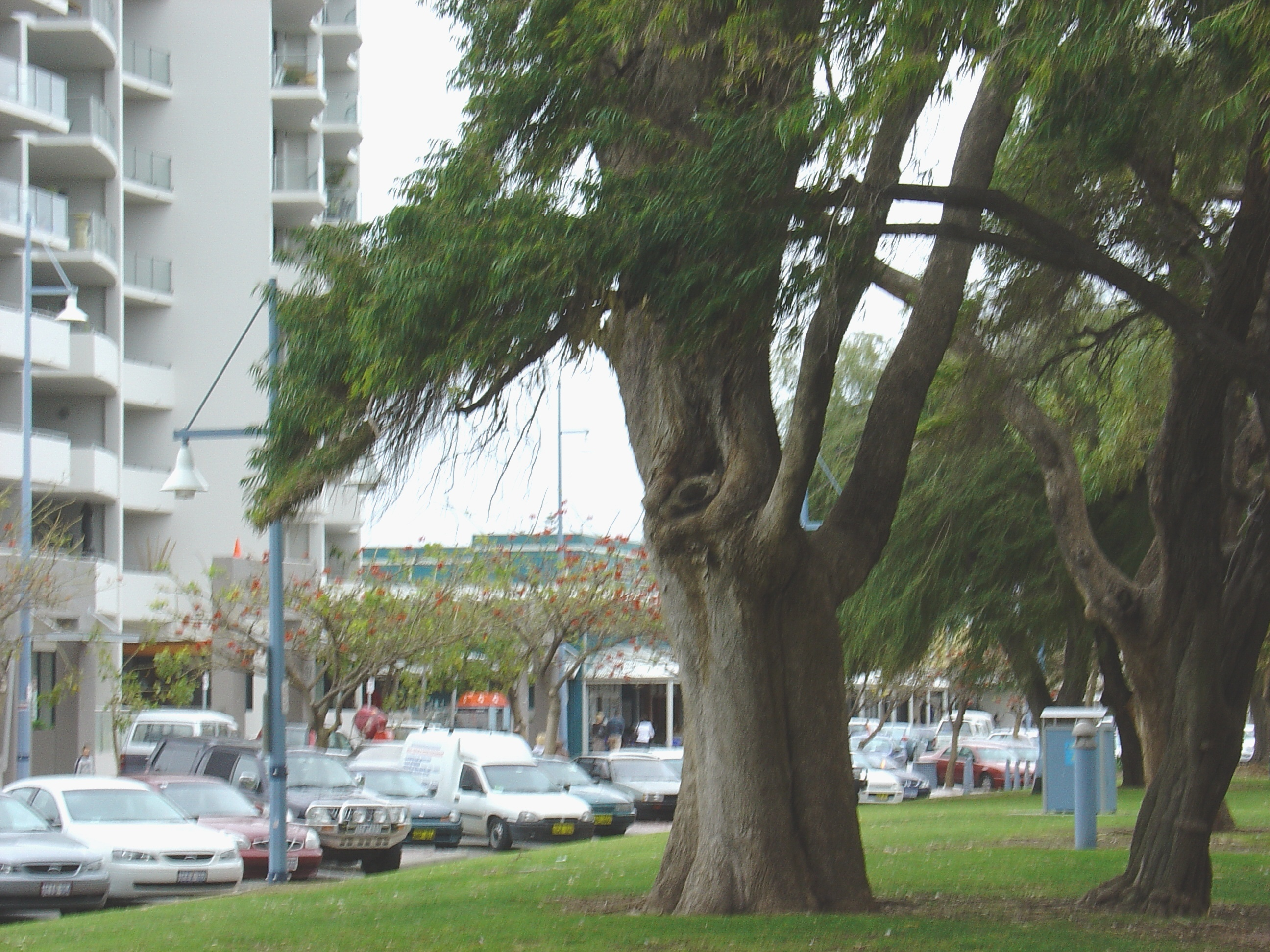
درختان و توسعه
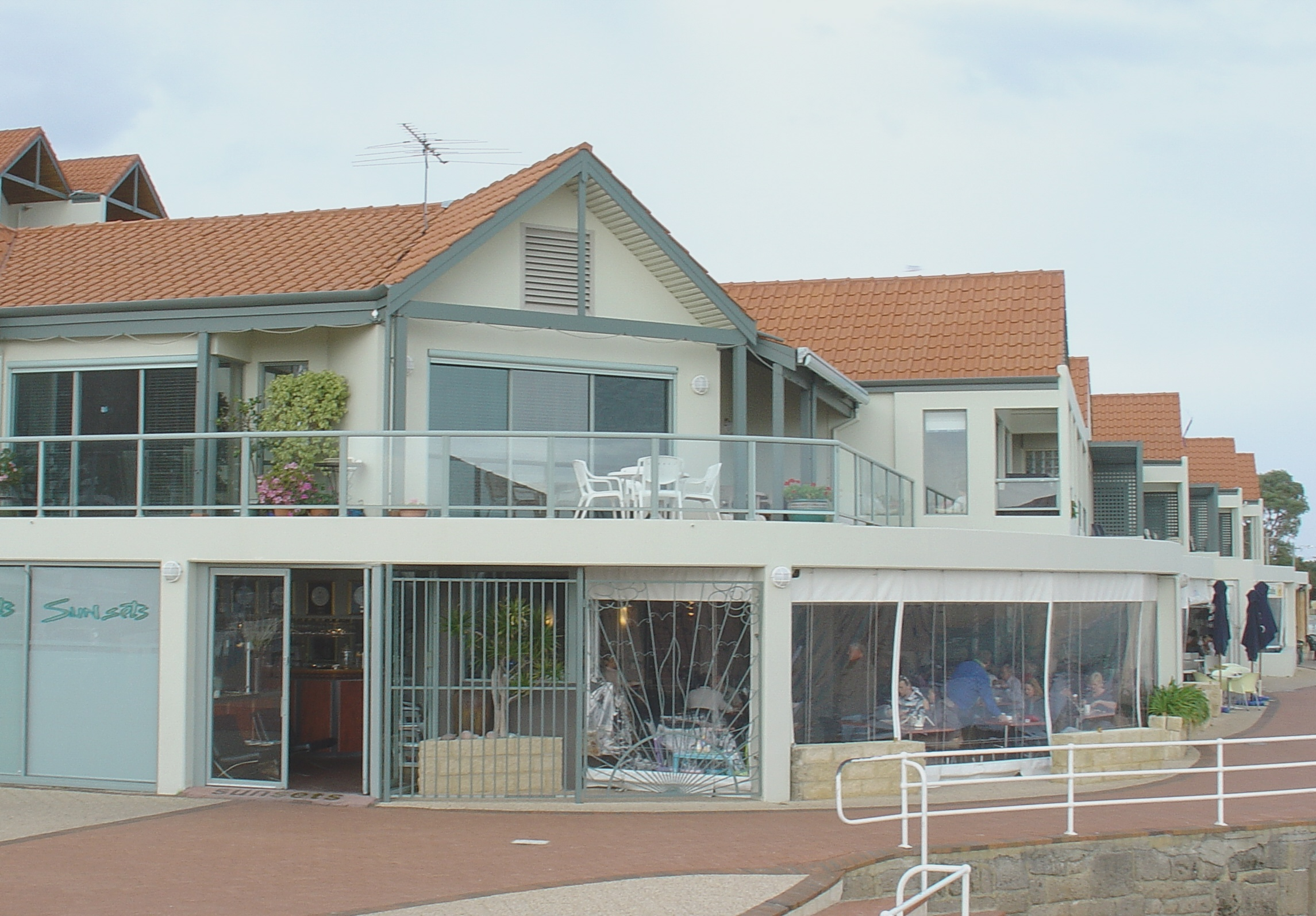
'مرور', رستوران، نوار
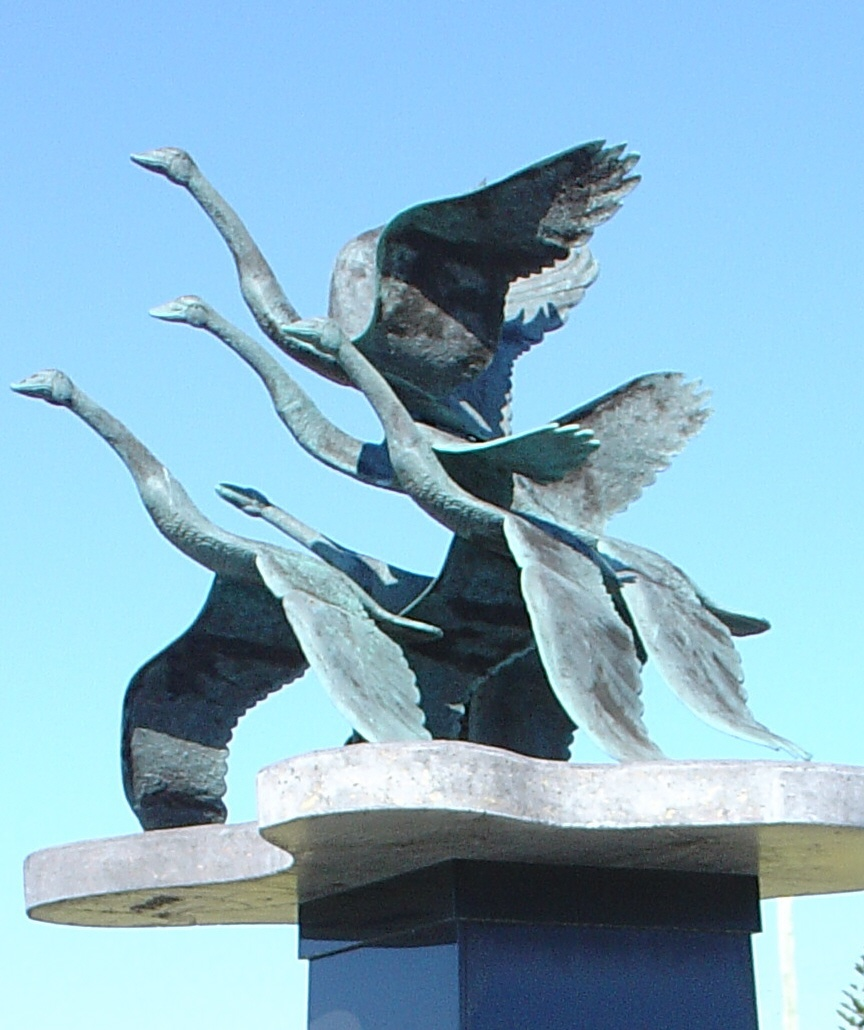
Wild geese جزئیات
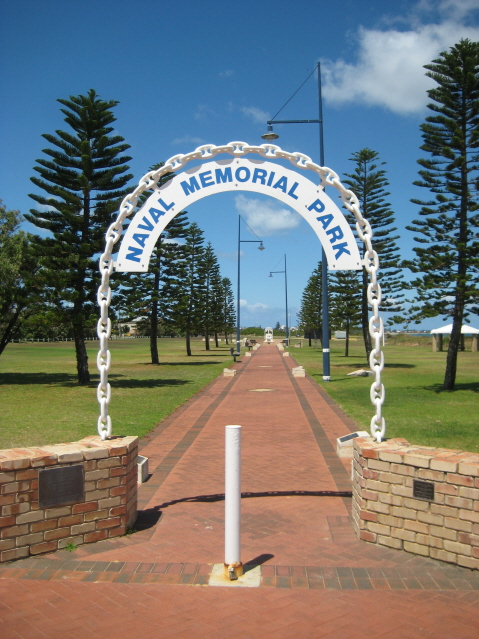